# Doug Herland
Douglas "Doug" John Herland, född 19 augusti 1951, död 26 mars 1991, var en amerikansk roddare som tog brons i OS 1984.
Herland led av Osteogenesis imperfecta, Herland var endast 142 cm lång och vägde 48.5 kg.